# Levande måltavla
Levande måltavla (originaltitel: A View to a Kill) är den 14:e brittiska filmen om James Bond från 1985 regisserad av John Glen. Den då 58-årige Roger Moore spelar Bond för den sjunde och sista gången. 

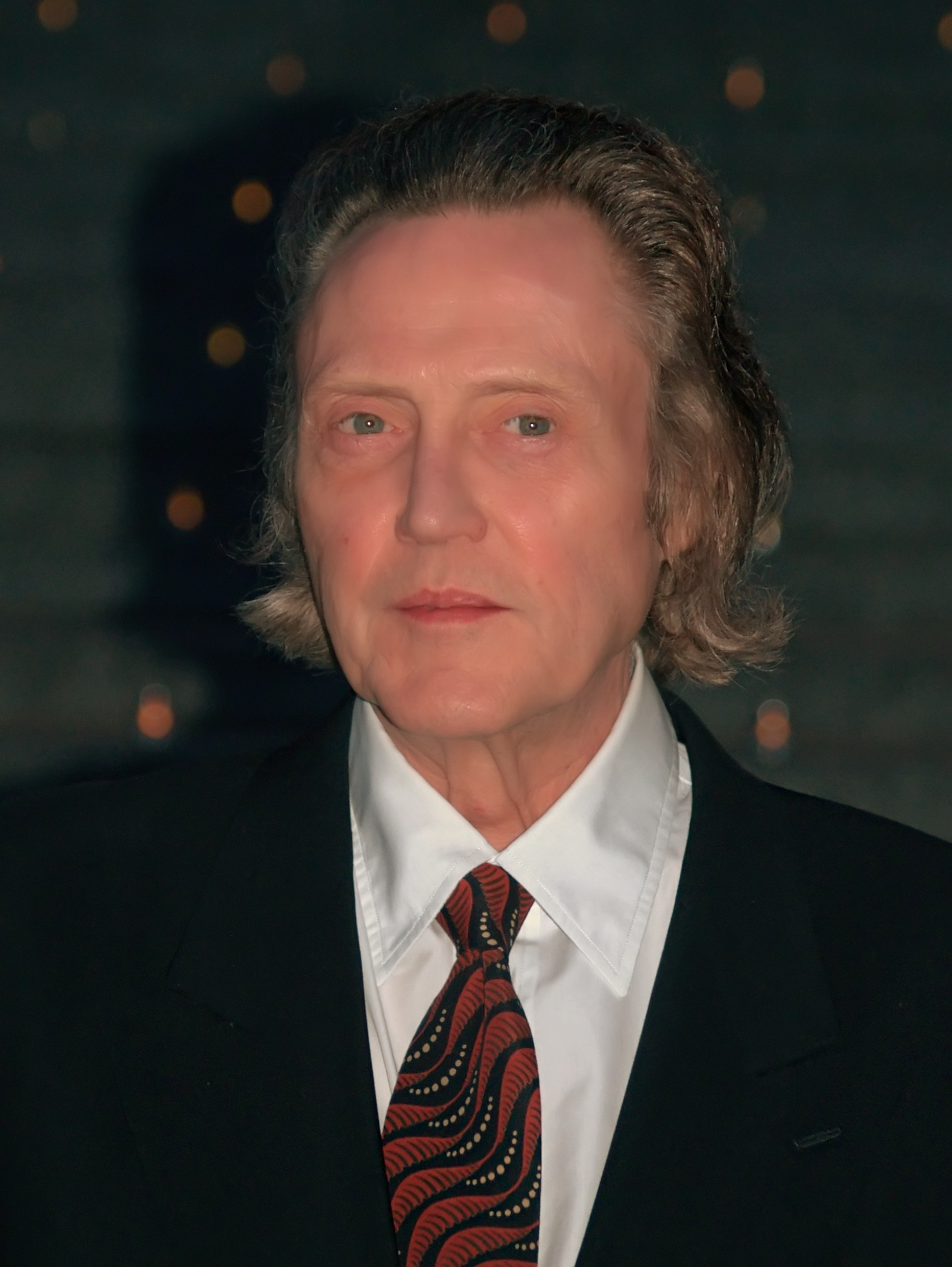
Christopher Walken spelar Max Zorin.

## Handling
Den psykopatiske affärsmannen Max Zorin och hans medhjälpare May Day planerar att totalförstöra USA:s datorindustri med hjälp av en konstgjord jordbävning som ska leda till att vattenmassor dränker Silicon Valley på så sätt kan han skaffa monopol på sina egna datorchip. Den enda som kan stoppa deras planer är James Bond.
I jakten på Max Zorin pressas Bond till det yttersta. Han får uppleva en våghalsig skidjakt i Sibirien och en livsfarlig fasadklättring i Eiffeltornets topp. Bond får hjälp av Stacey Sutton för att stoppa brottslingarna.

## Om filmen
- Levande måltavla (A View to a Kill) har inte mycket gemensamt med Ian Flemings novell From a View to a Kill ur novellsamlingen Ur dödlig synvinkel.
- Filmens Bondbrud har blivit en av de mest kritiserade.
- Svenske Dolph Lundgren skymtar förbi i en snabb scen som KGB-livvakt.
- Maud Adams, som spelat bondbrud två gånger, besökte Roger Moore på inspelningen och var statist i en scen i en folkmassa.
- Filmen blev den sista med Roger Moore som James Bond och Lois Maxwell som miss Moneypenny.
- Roger Moore tillfrågades varför han valt att spela Bond för sjunde gången. "Jag tyckte synd om Cubby Broccoli" svarade Moore. "Han har så svårt att hitta någon som arbetar så billigt som jag".
- Catchtiteln/undertiteln var "Has James Bond finally met his match?", Har James Bond till slut funnit sin like?

## Ledmotiv
- "A View to a Kill" framförd av Duran Duran.

## Rollista (i urval)
| Roger Moore        | – James Bond           |
| Christopher Walken | – Max Zorin            |
| Tanya Roberts      | – Stacey Sutton        |
| Grace Jones        | – May Day              |
| Desmond Llewelyn   | – Q                    |
| Robert Brown       | – M                    |
| Lois Maxwell       | – Miss Moneypenny      |
| Walter Gotell      | – General Anatol Gogol |
| Patrick Macnee     | – Sir Godfrey Tibbett  |
| Patrick Bauchau    | – Scarpine             |
| David Yip          | – Chuck Lee            |
| Fiona Fullerton    | – Pola Ivanova         |
| Dolph Lundgren     | – Venz                 |
| Alison Doody       | – Jenny Flex           |

## Mottagande
A View to a Kill fick blandad kritik. De flesta kritiker var överens om att Roger Moore i denna film var för gammal för att spela James Bond på ett trovärdigt sätt. De mer seriösa Bondfansen klagade också på att många scener i filmen var alltför oseriösa; denna film har likt Moonraker och Mannen med den gyllene pistolen en klar humoristisk ton.
Roger Moore har också uttalat sig om att detta är den av hans sju James Bond-filmer som han är minst nöjd med. Men trots detta blev denna film, precis som alla andra James Bond-filmer, en biosuccé. Christopher Walken hyllades dock av kritiker för sin roll som Max Zorin och filmen kom att bli Walkens stora genombrott.